# Seuneubok Aceh Baro
Seuneubok Aceh Baro is een bestuurslaag in het regentschap Aceh Timur van de provincie Atjeh, Indonesië. Seuneubok Aceh Baro telt 137 inwoners (volkstelling 2010).